# Анспок Павло Петрович
Павло Петрович Анспок (20 липня 1942, село Івбулі, тепер Прейльського краю, Латвія) — радянський діяч, ливарник пластмас заводу телефонних апаратів виробничого об'єднання «ВЕФ» Латвійської РСР. Член ЦК КПРС у 1990—1991 роках.

## Життєпис
У 1958—1961 роках — колгоспник колгоспу «Гайсма» Прейльського району Латвійської РСР.
У 1959 році закінчив Сутренську середню школу Латвійської РСР.
З 1961 по 1965 рік служив у Радянській армії.
У 1966 році закінчив Яунаглонське сільськогосподарське профтехучилище Латвійської РСР.
У 1966—1976 роках — дренажний майстер Прейльського меліоративного будівельного управління; тракторист, колгоспник, шофер у колгоспах «Спарс», «Варнава», імені Кірова Латвійської РСР.
Член КПРС з 1971 року.
У 1976—1978 роках — тракторист, комбайнер, слюсар Вецбебрського радгоспу-технікуму Латвійської РСР.
У 1978—1981 роках — механік ферм колгоспу «Кокнесе» Латвійської РСР.
У 1981—1985 роках — машиніст екскаватора Стучкинської пересувної механізованої колони № 25 із водогосподарського будівництва Латвійської РСР. 
З 1985 року — ливарник пластмас заводу телефонних апаратів виробничого об'єднання «ВЕФ» міста Стучка (Айзкраукле) Латвійської РСР.
Подальша доля невідома.